# ورم طحالي
الورم الطحالي هو شكلٌ نادر من الأورام والذي يمكن أن يكون خبيثًا أو حميدًا. الأشكال الخبيثة من الورم تشمل اللمفوما والساركوما.
اللمفوما هي الورم الطحالي الخبيث الأكثر شيوعًا.